# Alfred Paluzie
Alfred Paluzie i Lucena (Barcelona, 27 de junio de 1870-17 de enero de 1943) fue un arquitecto modernista español. 

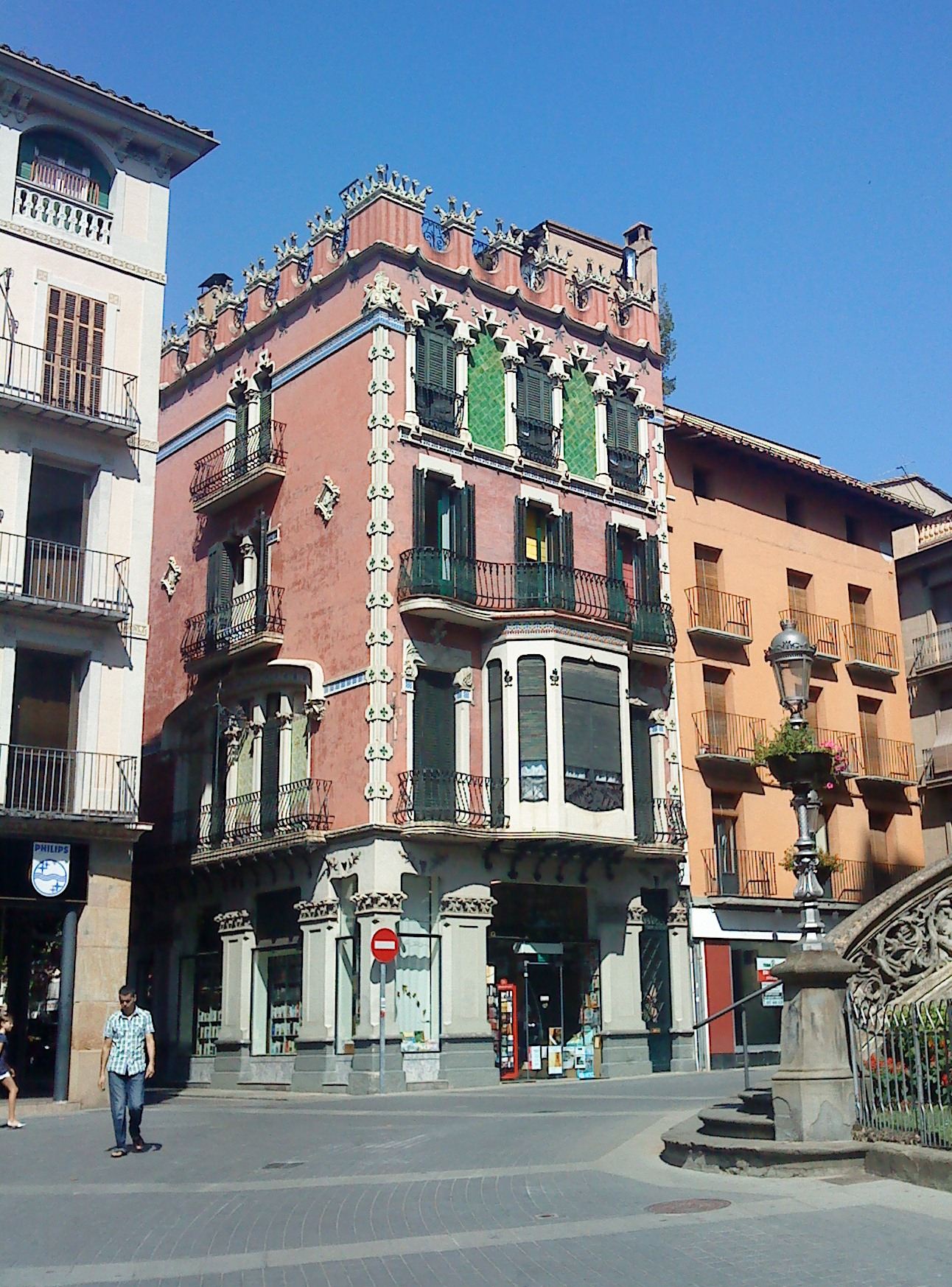
Casa Gaietà Vila (1905)

Estudió en la Escuela Técnica Superior de Arquitectura de Barcelona, donde se tituló en 1897. Fue arquitecto municipal de Olot (1902-1913), donde fue autor del plan de urbanización de la ciudad (1906), así como un proyecto de remodelación de la plaza Palau (1920-1930), además de obras como la casa Gaietà Vila (1905), la casa Prat (1907) y la casa Gassiot (1911).